# Friedhof Klein-Auheim

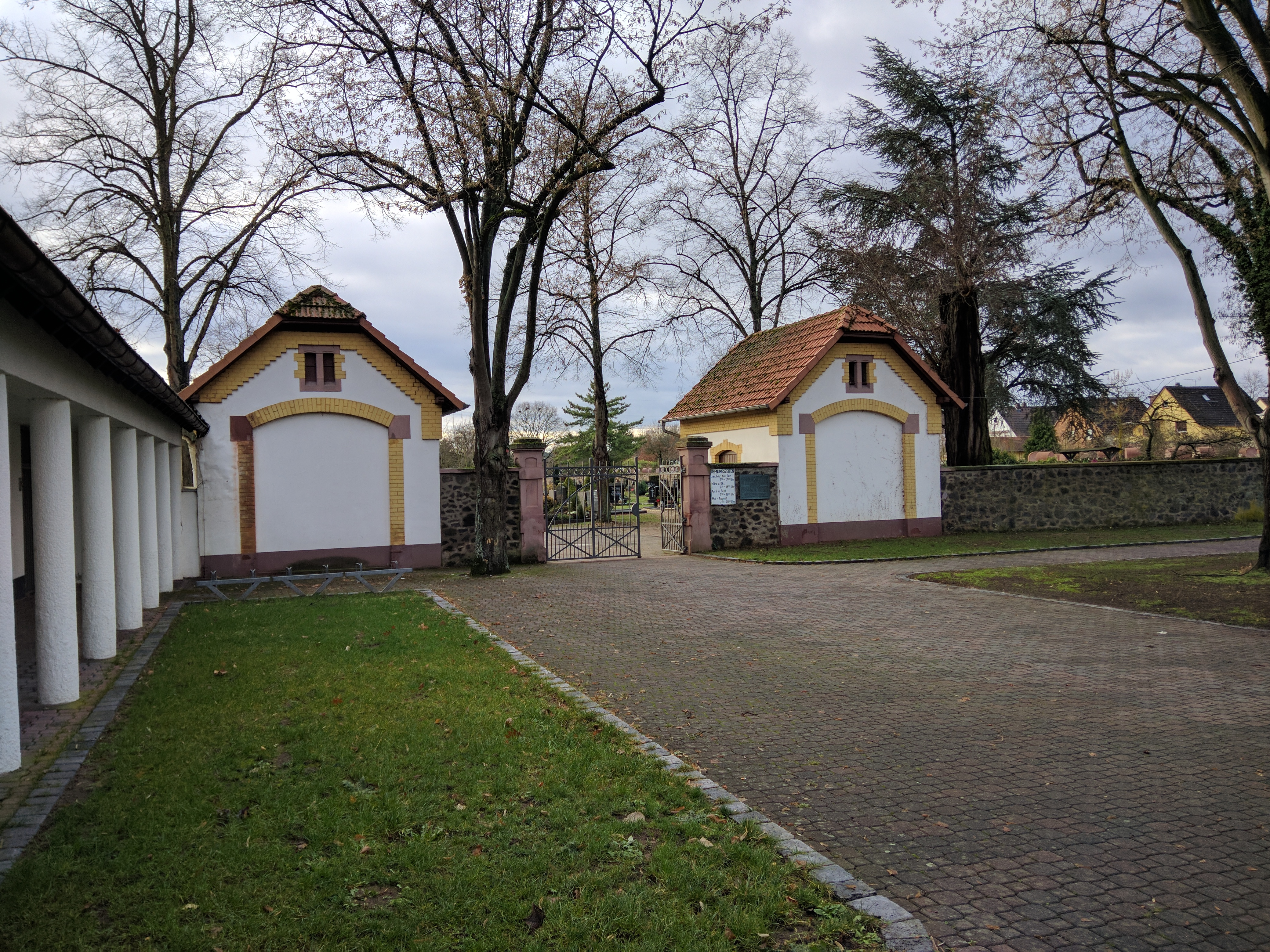
Haupteingang des Friedhofs

Der Friedhof Klein-Auheim in Hanau, Stadtteil Klein-Auheim, ist „aus geschichtlichen und künstlerischen Gründen“ vom Landesamt für Denkmalpflege Hessen als Kulturdenkmal verzeichnet. Neben der Gesamtanlage mit ihrer Grünfläche  sind verschiedene Objekte auf dem zwischen dem Talweg und der Straße Am Flurkreuz gelegenen Friedhof als Einzeldenkmal gelistet, darunter bildhauerisch gestaltete Zeugnisse historischer Sepulkralkultur.

## Geschichte und Beschreibung

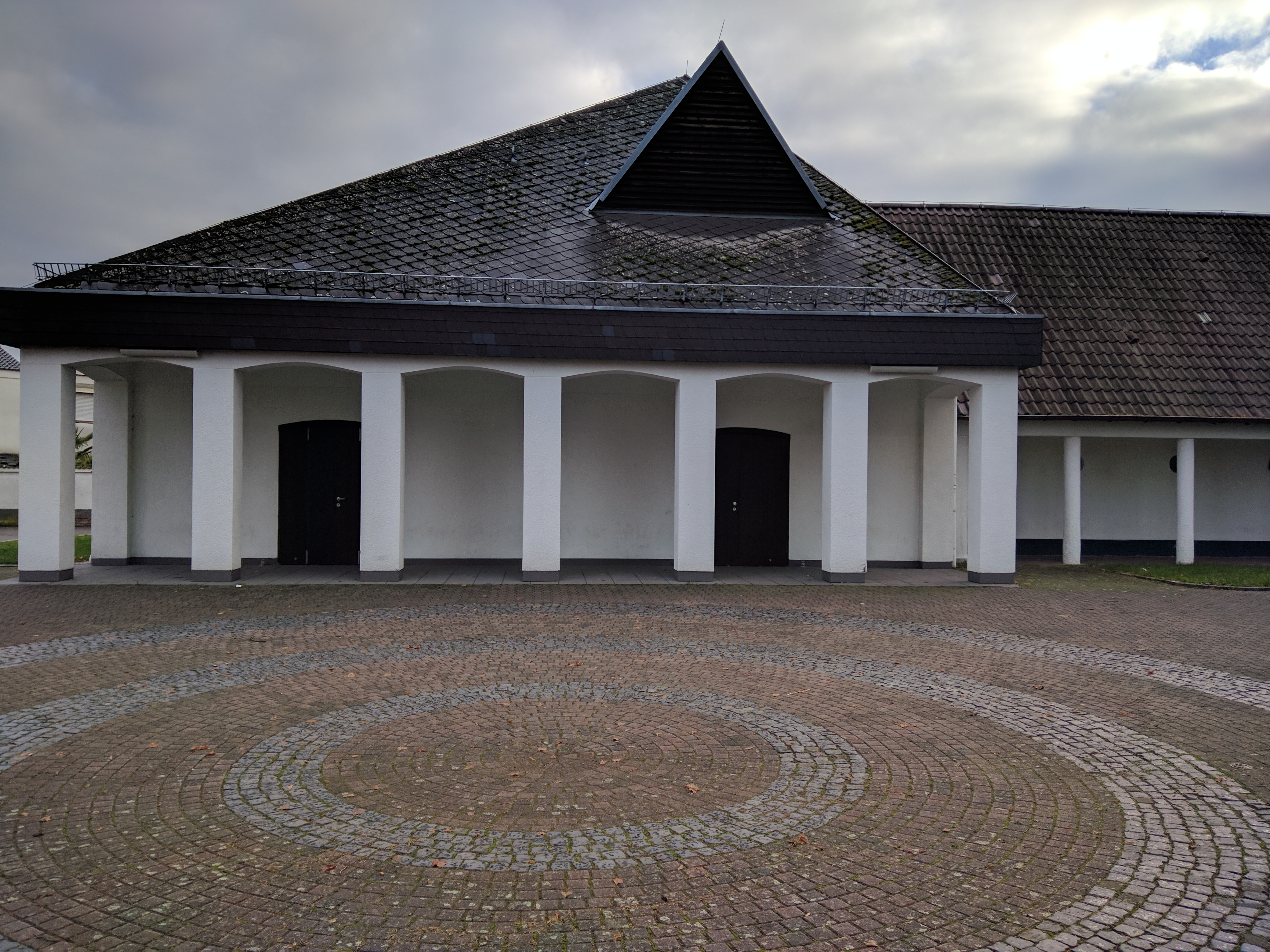
Trauerhalle am Vorplatz der Anlage

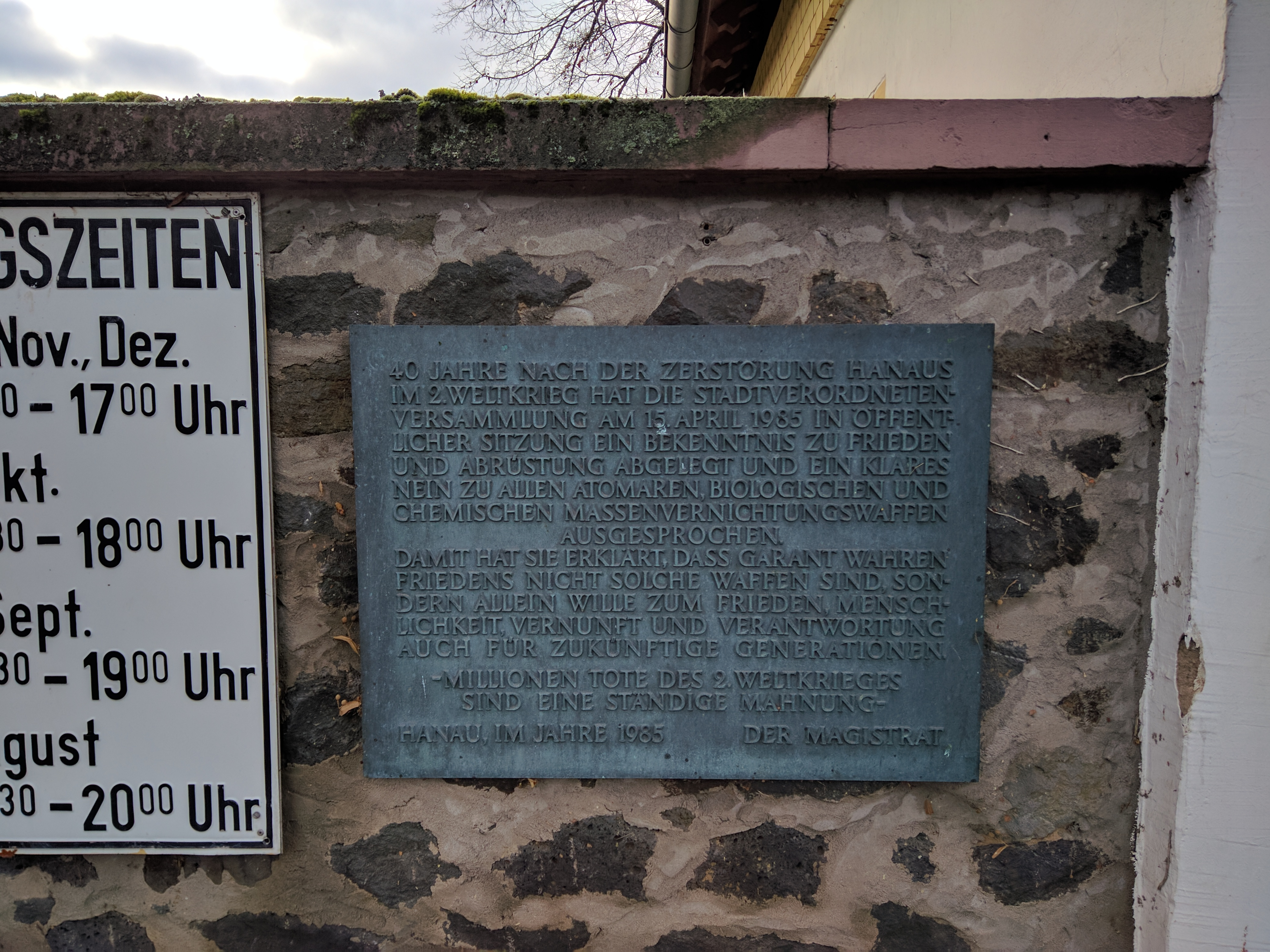
1985 datierte Erklärung gegen ABC-Waffen und für den Frieden

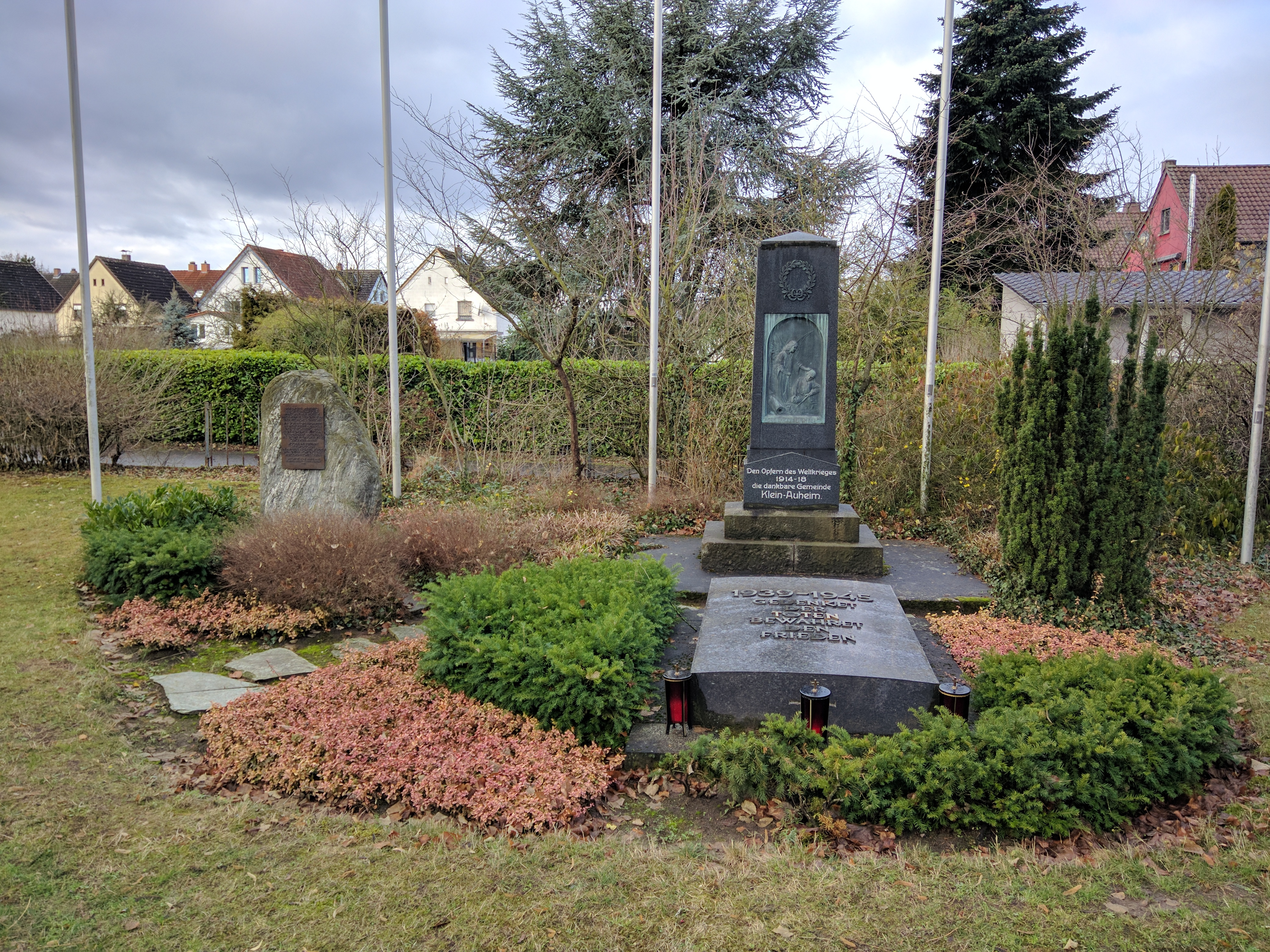
Zwei Denkmäler für Gefallene des Ersten und Zweiten Weltkriegs

Der neue, 1906 in südlicher Randlage zum modernen Klein-Auheim gelegene Friedhof ist von einer Mauer aus geschichteten Bruchsteinen aus Basalt umfangen und verkörpert damit „eine sowohl traditionelle als auch zweckmäßige Form der Einfriedung.“ Den als Toranlage gestalteten Zugang flankieren zwei eingeschossige, mit Krüppelwalmdächern gedeckte  Bauten aus teilweise verputzten Ziegelsteinen. Das eigentliche Tor bilden zwei aus Sandstein geformte Baluster, zwischen denen sich ein lanzettartiger Zaun öffnen lässt.
Zu den weiteren denkmalgeschützten Objekten auf der Anlage zählen
1. die um 1910 aufgestellte und von der Bildhauerei „Gebr. Kloubert“ aus Groß-Steinheim signierte Kreuzigungsgruppe, die als Ädikula im Stil der Neuromanik gehauen wurde;
2. die um 1920 als schlichte Stele aus Granit markierte Grabstelle der Familie Kaiser
3. das Grabmal der Familien Ganß/Kollhoff.[1]

Zu den hier beigesetzten, bekannten Persönlichkeiten zählen zudem
- der 2018 verstorbene Hanauer Maler Erhard Angermann.[2]